# جایزه بزرگ آفریقای جنوبی ۱۹۸۲
جایزه بزرگ آفریقای جنوبی ۱۹۸۲ (انگلیسی: 1982 South African Grand Prix) یک مسابقهٔ موتوری در رشتهٔ اتومبیل‌رانی فرمول یک بود که در تاریخ ۲۳ ژانویهٔ ۱۹۸۲ در کیالامی واقع در استان ترانسفال، آفریقای جنوبی برگزار شد. این گراند پری در میان ۱۶ گراند پری در فصل ۱۹۸۲، مسابقهٔ شمارهٔ ۱ بود.
در این مسابقه که در ۷۷ دور و به مسافت ۳۱۶٫۰۰۸ کیلومتر (۱۹۶٫۳۵۸ مایل) برگزار شد، پول پوزیشن توسط رنه آرنوکس کسب شد و سریع‌ترین زمان برای طی یک دور پیست که برابر با ۱:۰۸٫۲۷۸ بود نیز توسط آلن پروست به ثبت رسید.
آلن پروست از تیم رنو، کارلوس روتمان از تیم ویلیامز-فورد و رنه آرنوکس از تیم رنو به‌ترتیب مقام‌های اول تا سوم مسابقه را کسب کردند.

## رده‌بندی قهرمانی پس از مسابقه
| جایگاه | راننده        | امتیاز |
| ------ | ------------- | ------ |
| ۱      | آلن پروست     | ۹      |
| ۲      | کارلوس روتمان | ۶      |
| ۳      | رنه آرنوکس    | ۴      |
| ۴      | نیکی لائودا   | ۳      |
| ۵      | ککه روسبرگ    | ۲      |
| منبع:  |               |        |

| جایگاه | سازنده       | امتیاز |
| ------ | ------------ | ------ |
| ۱      | رنو          | ۱۳     |
| ۲      | ویلیامز-فورد | ۸      |
| ۳      | مک‌لارن-فورد  | ۴      |
| منبع:  |              |        |

یادداشت
- تنها پنج جایگاه نخست از هر رده‌بندی نمایش داده شده است.